# Thraupis ornata
Thraupis ornata là một loài chim trong họ Thraupidae.